# Leptobotia taeniops
Leptobotia taeniops és una espècie de peix de la família dels cobítids i de l'ordre dels cipriniformes.

## Alimentació
És un depredador bentònic que es nodreix d'insectes, crustacis i peixets.

## Hàbitat i distribució geogràfica
És un peix d'aigua dolça (pH entre 7 i 8), demersal i de clima temperat, el qual viu a la Xina: els rius d'aigües netes i ben oxigenades amb substrat rocallós (encara que també és present en els d'aigües tèrboles) de les conques superior i mitjana del riu Iang-Tsé, incloent-hi la província de Hunan i el llac Dongting.

## Estat de conservació
Una gran extensió del riu Iang-Tsé ha estat degradada per les activitats humanes (com ara, la construcció de preses i la contaminació de l'aigua), la qual cosa ha comportat, entre altres conseqüències, que hagi perdut part del seu hàbitat i que algunes poblacions hagin de viure en alguns llacs i embassaments, tot i que és poc probable que puguin reproduir-se en aquests entorns.

## Observacions
És inofensiu per als humans i poc conegut en aquariofília, encara que se n'hi veu de tant en tant.